# Slaget vid Talas

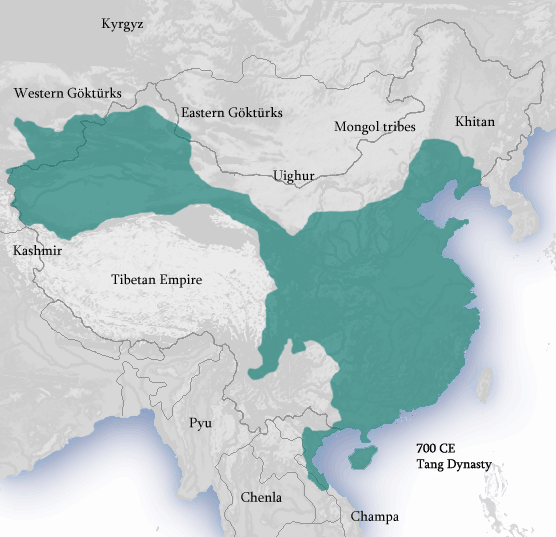
Karta över Tangdynastin ca år 700 e.Kr. Kärnterritorierna förbinds med de erövrade västliga områdena genom den smala Hexikorridoren

Slaget vid Talas (kinesiska: 怛羅斯會戰, dáluósī huìzhàn; arabiska: معركة نهر طلاس, maerakat nahr talas) var ett stort fältslag år 751 mellan det arabiska Abbasidkalifatet och den kinesiska Tangdynastin under Gao Xianzhi för kontrollen över Centralasien och speciellt handelsvägarna mellan öst och väst. Slaget vanns av abbasiderna, främst på grund av att deras kavalleri besegrade kinesiskt infanteri på stranden till Talasfloden, och således delade den kinesiska armen. Den exakta platsen för slaget är inte känd idag, men anses vara belägen sydöst om Taraz i nuvarande Kazakstan. Båda parterna antas att ha haft styrkan av 30 000–50 000 män. Bara några tusen kineser lyckades att fly..
Efter fredsförhandlingarna stannade en del av arabiska legoknektar i Kina och de blev de första muslimer i riket. Antal muslimer växte snabbt eftersom fattiga kinesiska familjer sålde sina barn till rikare muslimer som sedan uppfostrade dem till den nya religionen..

## Historisk betydelse
Slaget möjliggjorde även en ökad spridning av islam till folken i Centralasien samt ett maktpolitiskt skifte för Sidenvägen. Då de lokala människor började konvertera till islam, förföll buddhism i regionen. Detta ledde till det att buddhismen i Kina och Indien började skilja från varandra.. 
Den första regionen utanför Kina och Japan där papper började tillverkas, är Centralasien. Efter slaget vid Talas började kinesiska krigsfångar tillverka papper för muslimer i Samarkand. År 795 besökte en av Harun al-Rashids ministrar Samarkand, och sedan öppnades pappersfabriker i Irak för att övergå från pergament till papper..